# وكالة ليبيا برس الإخبارية
وكالة ليبيا برس الإخبارية هي وكالة تابعة لشركة الغد للخدمات الإعلامية وهي إحدى المشاريع الإعلامية التي تمثل الذراع الإعلامي لسيف الإسلام القذافي نجل العقيد الليبي معمر القذافي، تأسست الوكالة منتصف عام 2010 وكانت تروج للمشروع السياسي لنجل العقيد والذي كانت تصفه بالإصلاحي. وتساهم الوكالة في دعم المشروع السياسي لسيف القذافي مع وسائل إعلامية أخرى تابعة له كصحيفة أويا وصحيفة قورينا وقناة الليبية الفضائية وقناة المتوسط الفضائية وقناة الليبية FM.
واستعان القذافي الابن بوجوه إعلامية محسوبة على الإخوان المسلمين لإدارتها وكان يروج لوكالة ليبيا برس على أنها أحد المشاريع الإعلامية الإصلاحية المهمة في ليبيا غير أنها أغلقت في الشهر الأخير من عام 2010 بعد أربع أشهر من انطلاقها وذلك على إثر خلاف شب بين الحرس القديم ومعمر القذافي من جهة، وسيف الإسلام وأتباعه من جهة أخرى، وتم على إثرها سجن قرابة عشرين صحفيًا ومراسلًا للوكالة بتهمة تضليل الرأي العام من بينهم: الإداري الليبي فوزي بتمر، والصحفية التونسية إيمان المهذب، الصحفي التونسي مراد بن محمد والصحفي الليبي مازن دريبيكة، الصحفي مفتاح المصباحي، الصحفيتان المصريتان هدى وسوزان الغيطاني، الصحفية العراقية فاتن اللامي، الصحفية التونسية وديان ملاك، الصحفي الليبي نوري بلحاج إضافة إلى الصحفي الحسين حمزة ومدير الأخبار فايز سويري والصحفي رضا تاتة وإبراهيم الصغير وأبوبكر هارون والإعلامية الليبية ألفة عبدو[بحاجة لمصدر]. في حين لم يتمكن جهاز الأمن الداخلي من القبض على الصحفيتين السورية رنا العقباني والليبية انتصار البرعصي اللتين بقيتا مطاردتين حتى تمكنت المنظمات الدولية من تحقيق مطالبها بالضغط على القيادة الليبية للإفراج عن الصحفيين الذين بالإفراج عنهما اسدل الستار على وكالة ليبيا برس وأغلقت نهائيًا.